# Brontaea
Brontaea är ett släkte av tvåvingar. Brontaea ingår i familjen husflugor.
Släktet innehåller bara arten Brontaea humilis.